# Kent uralkodóinak listája
Kent a 7 angolszász királyság egyike, melyet a jütök alapítottak 455 körül.

## Uralkodók (448–825)
| Portré/Érme                                  | Uralkodó               | Névváltozat                  | Uralkodott | Címe                                                               | Megjegyzés                                                                   |
| -------------------------------------------- | ---------------------- | ---------------------------- | ---------- | ------------------------------------------------------------------ | ---------------------------------------------------------------------------- |
|                                              | Hengest                | Hengest                      | 448–488    | HENGEST VVITHGILSING CANTVVARE CYNING HENGEST REX CANTVVARVM       | Wihtgils fia. Szül.: 414.                                                    |
|                                              | Horsa                  | Hors                         | 448–473    | HORSA VVITHGILSING CANTVVARE CYNING HORSA REX CANTVVARVM           | Hengest testvére.                                                            |
|                                              | Æsc                    | Oesc Oisc Oeric Œric         | 488–512    | ÆSC HENGESTING CANTVVARE CYNING ÆSC REX CANTVVARVM                 | Hengest fia. Szül.: 470 k..                                                  |
|                                              | Ochta                  | Octa                         | 512–543    | OCTA ÆSCING CANTVVARE CYNING OCTA REX CANTVVARVM                   | Oisc fia. Szül.: 500 k..                                                     |
|                                              | Eormenric              | Irminric Iurminric Eormanric | 543–564    | EORMENRIC CANTVVARE CYNING EORMENRIC REX CANTVVARVM                | Ochta fia. Szül.: 530 k..                                                    |
|                                              | I. Szent Æthelberht    | Ethelbert Aibert Edilbertus  | 564–616    | ÆÞELBRYHT EORMENRICING CANTVVARE CYNING ÆÞELBRYHT REX CANTVVARVM   | Eormenric fia. Szül.: 552, megh.: 616. II. 24-én.                            |
|                                              | Eadbald                |                              | 616–640    | EADBALD ÆÞELBRYHTING CANTVVARE CYNING EADBALD REX CANTVVARVM       | I. Æthelberht fia. Szül.: 580 k., megh.: 640. I. 20-án.                      |
|                                              | Æthelwald              |                              | ?616–625?  |                                                                    | ?                                                                            |
|                                              | Earconberht            | Ærconberht                   | 640–664    | EORCENBRYHT EADBALDING CANTVVARE CYNING EORCENBRYHT REX CANTVVARVM | Eadbald fia. Megh.: 664. VII. 14-én.                                         |
|                                              | Eormenred              |                              | 640 k.     |                                                                    | Eadbald fia.                                                                 |
|                                              | I. Ecgberht            | Egbert                       | 664–673    | ECGBRYHT EARCONBRYHTING CANTVVARE CYNING ECGBRYHT REX CANTVVARVM   | Earconberht fia. Megh.: 673. VII. 4-én.                                      |
|                                              | Hlothere               | Chlotár Lothár               | 673–685    | HLOÞERE EARCONBRYHTING CANTVVARE CYNING HLOÞERE REX CANTVVARVM     | Earconbeht fia. Megh.: 685. II. 6-án.                                        |
|                                              | Eadric                 |                              | 685–686    | EADRIC ECGBRYHTING CANTVVARE CYNING EADRIC REX CANTVVARVM          | I. Ecgberht fia. Megh.: 686. VIII. 31-én.                                    |
|                                              | Mul                    |                              | 686–687    |                                                                    | Cædwalla wessexi király testvére. Szül.: 660 k..                             |
|                                              | Swæfheard              | Suaebhard Webhard            | 687–692    | SVVÆFHARD CANTVVARE CYNING SVVÆFHARD REX CANTVVARVM                | Sæberht essexi király fia.                                                   |
|                                              | Swæfberht              |                              | 689        |                                                                    | ?                                                                            |
|                                              | Oswine                 |                              | 689–690    | OSVVINI CANTVVARE CYNING OSVVINI REX CANTVVARVM                    | ?                                                                            |
|                                              | Wihtred                |                              | 692–725    | VVIHTRED ECGBRYHTING CANTVVARE CYNING VVIHTRED REX CANTVVARVM      | Ecgberht fia. Szül.: 670 k., megh.: 725. IV. 23-án.                          |
|                                              | Ælfric                 | Alric Aldrick                | 725        |                                                                    | Wihtred fia. Szül.: 705 k..                                                  |
|                                              | I. Eadberht            |                              | 725–748    | EADBRYHT VVIHTREDING CANTVVARE CYNING EADBRYHT REX CANTVVARVM      | Wihtred fia. Szül.: 696.                                                     |
|                                              | II. Æthelberht         |                              | 725–762    | ÆÞELBRYHT VVIHTREDING CANTVVARE CYNING ÆÞELBRYHT REX CANTVVARVM    | Wihtred fia. Szül.: 700.                                                     |
|                                              | Eardwulf               |                              | 748–765    | EARDVVVLF EADBRYHTING CANTVVARE CYNING EARDVVVLF REX CANTVVARVM    | I. Eadberht fia.                                                             |
|                                              | II. Eadberht           |                              | 762        |                                                                    | II. Æthelberht fia. Ld. alább.                                               |
|                                              | Sigered                |                              | 762–764    | SIGERED CANTVVARE CYNING SIGERED REX CANTVVARVM                    | ?                                                                            |
|                                              | Eanmund                |                              | 764        | EANMVND CANTVVARE CYNING EANMVND REX CANTVVARVM                    | ?                                                                            |
|                                              | Headberht              |                              | 764–771    | HEADBRYHT CANTVVARE CYNING HEADBRYHT REX CANTVVARVM                | ?                                                                            |
|                                              | II. Ecgberht           | Heabert                      | 764–784    | ECGRIHT CANTVVARE CYNING ECGRIHT REX CANTVVARVM                    | II. Æthelberht fia.                                                          |
|                                              | Ealhmund               | Ealmund                      | 784–786    | EALHMVND CANTVVARE CYNING EALHMVND REX CANTVVARVM                  | A wessexi dinasztia tagja. (De nem wessexi királya.) Szül.: 745, megh.: 827. |
|                                              | Offa                   |                              | 786–796    |                                                                    | Mercia királya.                                                              |
|                                              | II. Præn Eadberht (2x) |                              | 796–798    | EADBRYHT PRÆN CANTVVARE CYNING EADBRYHT REX CANTVVARVM             | II. Æthelberht fia. Trónfosztva.                                             |
|                                              | Cuthred                |                              | 798–807    | CVÞRED CANTVVARE CYNING CVÞRED REX CANTVVARVM                      | A merciai dinasztia tagja.                                                   |
|                                              | Eadwald                |                              | 798–807    | EADVVALD CANTVVARE CYNING EADVVALD REX CANTVVARVM                  | '                                                                            |
|                                              | Cœnwulf                |                              | 807–821    |                                                                    | Cuthred testvére. Mercia királya.                                            |
|                                              | Ceolwulf               |                              | 821–823    |                                                                    | Cœnwulf testvére. Mercia királya.                                            |
|                                              | Baldred                |                              | 823–825    | BALDRED CANTVVARE CYNING BALDRED REX CANTVVARVM                    | ?                                                                            |
| 825-től wessexi királyok uralkodnak Kentben. |                        |                              |            |                                                                    |                                                                              |

### Magyar nyelvű forrás
- John E. Morby: A világ királyai és királynői: Az idők kezdetétől napjainkig [ford.: Hideg János] (eredeti kiadás: J. E. Morby: Dynasties of the World. A Chronological and Genealogical Handbook, Oxford University Press, 1989.). Debrecen: Mæcenas. 1991.  ISBN 963 7425 48 9 , 99. oldal

### Idegen nyelvű források
- Campbell, A. 1973. Charters of Rochester. Anglo-Saxon Charters 1.
- Fryde, E. B., Greenway, D. E., Porter, S., & Roy, I. 1986. Handbook of British Chronology, 3rd ed. Royal Historical Society Guides and Handbooks 2.
- Garmonsway, G. N. 1954. The Anglo-Saxon Chronicle, 2nd edition.
- Kelly, S. E. 1995. Charters of St. Augustine’s Abbey Canterbury and Minster-in-Thanet. Anglo-Saxon Charters 4.
- King, J. E. 1930. Baedae Opera Historica. Loeb Classical Library 246 & 248.
- Kirby, D. P. 1991. The Earliest English Kings.
- Sawyer, P. H. 1968. Anglo-Saxon Charters: An Annotated List and Bibliography. Royal Historical Society Guides and Handbooks 8.
- Searle, W. G. 1899. Anglo-Saxon Bishops, Kings and Nobles.
- Sweet, H. 1896. The Student’s Dictionary of Anglo-Saxon.
- Yorke, B. 1990. Kings and Kingdoms of Early Anglo-Saxon England.
- http://www.bbc.co.uk/dna/h2g2/A330814#back1
- http://www.jmarcussen.dk/historie/reference/englandold.html
- http://www.historyfiles.co.uk/KingListsBritain/EnglandKent.htm
- https://web.archive.org/web/20160305081938/http://www.roman2norman.com/index.php?title=Kent
- http://www.dot-domesday.me.uk/kent.htm